# Münchner Runde
Die Münchner Runde ist die politische Talkshow des Bayerischen Rundfunks und seit 2020 ein multimediales Debattenformat. Die Fernsehsendung wird aktuell alle zwei Wochen mittwochs von 20:15 Uhr bis 21:00 Uhr im BR Fernsehen und in verschiedenen ARD-Programmen u. a. bei tagesschau24 ausgestrahlt.

## Konzept
Die Moderatoren stellen aktuelle Themen aus Politik und Wirtschaft zur Diskussion. Als Gäste werden in der Regel vier bis fünf Politiker, Prominente oder sonstige politische und wirtschaftliche Akteure eingeladen.
Bis April 2016 wurde die Sendung wöchentlich ausgestrahlt und abwechselnd von Ursula Heller und Sigmund Gottlieb moderiert. Seit der Programmreform im BR Fernsehen zum 11. April 2016 wird die Sendung alle zwei Wochen gesendet. Mit Gottliebs Wechsel in den Ruhestand übernahm zum 1. März 2017 Ursula Heller die Moderation. Seit dem 24. April 2017 moderiert auch Christian Nitsche die Sendung, der zugleich Chefredakteur des Bayerischen Rundfunks ist. Seit 2020 moderiert nur Christian Nitsche.

## Kontroversen
Im September 2007 musste sich der Bayerische Rundfunk formell bei Wolfgang Bosbach entschuldigen, nachdem diesem in einer der Sendung folgenden Pressemitteilung eine angebliche Forderung nach einem Konvertiten-Register zugeschrieben worden war. Die angebliche Forderung war in der Folge von zahlreichen anderen Medien aufgegriffen worden und hatte zu medialer Empörung bei Parteien, Gewerkschaften und islamischen Verbänden geführt. Der Bayerische Rundfunk schrieb den Fehler einem beauftragten externen Redaktionsbüro zu, mit dem die Zusammenarbeit beendet worden sei.
Zu Unstimmigkeiten kam es im Jahr 2016. An einer Sendung zur Flüchtlingssituation sollten unter anderem die Grünen-Politikerin Claudia Roth und der Publizist Henryk M. Broder teilnehmen. Kurz vor der Sendung wurde Broder ausgeladen und vermutete eine Intervention Roths dahinter. Eine Rückfrage beim Bayerischen Rundfunk ergab, dass Roth der Grund für die Änderung sei. Auch durch die Büroleiterin Roths wurde bestätigt, dass Roth dem Bayerischen Rundfunk signalisiert hatte, bei einer Teilnahme Broders selbst nicht an der Runde teilnehmen zu wollen. Die endgültige Entscheidung habe aber beim Sender gelegen.